# District de Wanchaq
Le district de Wanchaq est l'un des huit districts de la province de Cusco.
Il fait partie de l'aire métropolitaine de la ville de Cuzco.

## Jumelage
- district de Salamanque (Mexique)[1]
- district d'Amealco de Bonfil (Mexique)[2]